# Museo delle Armi
Il Museo delle Armi di Torre Annunziata è situato all'interno della Real Fabbrica d'Armi, istituita da Carlo III di Borbone nel 1758. È aperto al pubblico raramente e solo in occasioni particolari, come per la ricorrenza patronale o nel giorno di Santa Barbara patrona di artiglieri e artificieri.

## Descrizione
Nel museo sono conservati, i migliori esemplari di armi da fuoco ed armi bianche, prodotte dalla Real Fabbrica d'Armi in un arco temporale compreso tra il 1761 ed il 1901. La manifattura di queste armi era la migliore dell'Italia meridionale e tra le più apprezzate d'Europa.
Nella Sala d'Armi 1823, sono esposte circa una settantina tra pistole e armi da fuoco lunghe, tra cui i fucili Vetterli, Mauser 71, Martin Rumeno e Doersch-Baumgarten.

Tra le armi bianche sono conservate daghe, baionette e sciabole.
Inoltre ci sono dei pannelli didattici, in cui sono raffigurati i diversi processi di lavorazione delle armi, tra cui quello relativo alla bomba a mano SRCM Mod. 35.
Nel 2023 fu firmato un protocollo d'intesa tra il Ministero della difesa, il Ministero della cultura, l’Agenzia del demanio ed il comune di Torre Annunziata, per la valorizzazione del museo e per la concessione di alcuni spazi della zona militare, ai vicini Scavi archeologici di Oplonti.